# Концертный промоутер
Концертный промоутер (англ. Concert promoter) — частное лицо или компания (в таком случае концертное агентство), ответственные за организацию концертов или туров. Как правило промоутер предлагает сотрудничество артисту, обычно связываясь с менеджером или агентом, после чего заключает договор.

## Обязанности промоутера
В список обязанностей промоутера входит:
- поиск и аренда площадки
- ведение коммуникации и заключение договоренностей с артистом
- выполнение райдеров (бытовых и технических)
- осуществление перевозки музыкантов, в некоторых случаях технической команды и менеджера
- осуществление рекламы (промо)
- непосредственная организация мероприятия

Продажей билетов обычно занимаются промоутеры, за редким исключением площадки. В среде российских промоутеров принято продавать билеты через местные региональные сервисы по продаже билетов (в России это, например, Яндекс Афиша) или международные платформы, такие как Ticketscloud.

## Варианты работы
Есть две опции работы для промоутеров:
- работа за процент от прибыли
- работа за фиксированный гонорар

После подписания договора с артистом промоутер может продать концерт другим промоутерам или агентствам, в таком случае он выступает агентом и работает за фиксированный процент от гонорара. 
Концертный промоутер берет на себя все финансовые риски, связанные с организацией мероприятия.
Довольно часто промоутеры выступают также менеджерами или агентами артистов, арт-директорами, владельцами или арендаторами площадок, или занимаются издательством артистов.

## История
В 2020 году в связи с пандемией COVID-19 музыкальная и концертная индустрии оказались в кризисе, многие промоутеры и концертные агентства понесли убытки, так как проведение мероприятий стало невозможным, многие концерты были отменены или перенесены, что несомненно повлекло за собой организационные расходы, потери и неустойки.
После вторжения России на Украину 24 февраля 2022 года подавляющее большинство иностранных исполнителей отказались выступать на территории России, ключевые иностранные музыкальные лейблы временно приостановили свою деятельность и закрыли свои российские подразделения, что оказало значительное влияние на концертный и музыкальный бизнес.
На фоне волны эмиграции из России после вторжения России на Украину многие российские промоутеры начали вести свою деятельность за рубежом, основными направлениями стали Белград (Сербия), Стамбул (Турция), Ереван (Армения) и Тбилиси (Грузия), среди других направлений организации концертов можно выделить Казахстан (Алматы, Астана) и Израиль (Тель-Авив). Так, свою деятельность за рубежом начали вести Степан Казарьян (организатор фестиваля «Боль» и менеджер группы Ploho) и агентство Pop Farm Игоря Тонких, которое теперь называется Honeycomb.
Проведение концертов за рубежом стало целесообразно из-за отказа некоторых российских исполнителей выступать в России, или запрета на их выступления в России, или переезда в другие страны, а также обусловлено появлением нового рынка и спроса.